# مار ماما (فلم)
مار ماما (فيلم) هو فيلم روائي قصير فلسطيني، إنتاج وإخراج مجدي العمري عام 2023، بطولة زياد بكري والطفلة لانا أبو سرور. عرضه الأول كان ضمن مهرجان إندي كورك السينمائي بإيرلندا، وشارك في عدة مهرجانات عالمية مثل مهرجان الأرض السينمائي بإيطاليا، ومهرجان الفيلم العربي سان دييغو بأميركا. نال الجائزة الأولى لأفضل فيلم روائي قصير في مهرجان الإسماعيلية الدولي للأفلام التسجيلية والقصيرة الدورة ال25. ويعود إختياراسم الفيلم لقرية مارماما اللبنانية من قرى قضاء البترون.

## أحداث الفيلم
يدور الفيلم حول طفلة يطاردها شبح الموت بسبب فقدانها لأمها وبسبب الهجمات المتتالية على مدينتها، يحاول أبوها تشتيت ذهنها عبر حيل مختلفة إلا أنه يفشل ويجد الخيال هو المهرب الوحيد لها. واستلهم العمري فكرة الفيلم من تجربتة الشخصية مع ابنته التي يعيش معها بمفردهم في مدينة مونتريال، ويتابعون أخبار فلسطين بشكل دائم وكان يجد صعوبة في الإجابة على أسئلتها حول الحرب والأطفال وكيف يستطيع الأهل أن يشرحوا مفهوم الحرب للأطفال وكيف يتقبلون عدم استطاعتهم أن يقدموا الأمان لأولادهم وفي النهاية راودته الفكرة لإنتاج الفيلم.